# آن جونسون
آن جونسون (بالإنجليزية: Ann Johnson) هي عداءة سريعة بريطانية، ولدت في 28 سبتمبر 1933 في Elham, Kent ‏ في المملكة المتحدة.

## وصلات خارجية
- آن جونسون على موقع الاتحاد الدولي لألعاب القوى (الإنجليزية)
- آن جونسون على موقع اللجنة الأولمبية الدولية (الإنجليزية)
- آن جونسون على موقع أوليمبيديا (الإنجليزية)
- آن جونسون على موقع اللجنة الأولمبية البريطانية (الإنجليزية)
- آن جونسون على موقع اتحاد ألعاب الكومنولث (مؤرشف) (الإنجليزية)